# Clavaspis ulmi
Clavaspis ulmi är en insektsart som först beskrevs av Johnson 1896.  Clavaspis ulmi ingår i släktet Clavaspis och familjen pansarsköldlöss. Inga underarter finns listade i Catalogue of Life.